# Jean-Rémy de Chestret
Ne doit pas être confondu avec Jean-Remy de Chestret.
Jean-Rémy de Chestret est le fils de Nicolas, avocat et greffier de la Souveraine Justice de Liège, et de Sophie de Chaufontaine.
Il fut bourgmestre de Liège en 1720, 1745, 1747 et 1752. Son fils Jean-Louis de Chestret et son petit-fils Jean-Remy de Chestret furent également bourgmestre de Liège en 1751 pour le premier et en 1784 et 1789 pour le deuxième.

## Famille
Il avait épousé Catherine-Marguerite van Delft, fille de Théodore et de Marie-Françoise Hilaire avec qui il a eu 15 enfants parmi lesquels :
- Jean-Louis de Chestret, secrétaire du conseil privé, bourgmestre en 1751
  - Jean-Nicolas, secrétaire du conseil privé
  - Maximilien, résident du prince de Liège à Paris
- Pierre-Remy, avocat, greffier de la justice souveraine de Liège
  - Jean-Remy de Chestret, bourgmestre en 1784 et 1789